# Бокотей Андрій Андрійович (зоолог)
Андрі́й Андрі́йович Бокотей (нар. 10 серпня 1966, м. Львів) — доктор біологічних наук, український зоолог, орнітолог.

## Біографічні деталі
Народився 10 серпня 1966 року в м. Львові. Старший син ректора Львівської національної академії мистецтв, Народного художника України Андрія Андрійовича Бокотея.
У 1990 закінчив кафедру зоології Львівського національного університету імені Івана Франка.
Старший науковий співробітник, завідувач відділу ландшафтного та біотичного різноманіття Державного природознавчого музею НАН України.
У 1999 році у захистив кандидатську за спеціальністю «зоологія» на тему: «Орнітофауна міста Львова: чисельність, поширення та зміни».
У 2021 році захистив докторську дисертацію на тему: «Антропогенна трансформація орнітокомплексів Заходу України» за спеціальністю 06.03.03 — лісознавство і лісівництво.
З 2022 — професор кафедри зоології Львівського національного університету імені Івана Франка.

## Громадська діяльність
Андрій Бокотей є одним з засновників і головою (2004—2012) Західноукраїнського орнітологічного товариства (ЗУОТ). Товариство об'єднує 85 професійних орнітологів і висококваліфікованих аматорів з 13 областей України, Росії, Польщі та Румунії.
Є головним редактором орнітологічного журналу «Troglodytes», який видає ЗУОТ.

## Наукова діяльність
Наукові інтереси: фауна, населення, екологія та охорона птахів, музеєзнавство.
Спільно з Геннадієм Фесенком видав два високоцитовані довідники щодо птахів України:
- Анотований список назв птахів України (три видання)
- Польовий визначник птахів України.

Монографії:
- Бокотей Бокотей А. А., Кучинська І. В., Дзюбенко Н. В. Гніздова орнітофауна басейну Верхнього Дністра. — Львів, 2010. — 400 с.